# سیل ۱۳۵۵ جنوب ایران
سیل ۱۳۵۵ جنوب ایران در ۳ مرداد تحت تأثیر بارندگی شدید در شهرهایی از جنوب ایران جاری شد. این سیل از جمله شهرهای نجف آباد، تیران و کرون در استان اصفهان، شهرکرد در استان چهارمحال و بختیاری، آباده و خرم‌بید و جهرم واقع در استان فارس، رفسنجان و رابر در استان کرمان، ایرانشهر در استان سیستان و بلوچستان متحمل خسارات سنگینی کرد.

## خسارات
سیل در رفسنجان سبب ویرانی بعضی از روستاها به نام کریم‌آباد، رستم‌آباد، نظم‌آباد، خلیل‌آباد، خنامان، ارجاس شد و در طی این سیل سه خودرو سواری آسیب دید ۱۴ نفر از جمله دو نفر آمریکایی کشته شدند، سیل در جهرم راه جهرم به لار را تخریب کرد و چادر و اثاثیه عشایر کوچرو با خود برد، در رابُر کرمان صد و بیست خانه بر اثر سیل خراب شد، در روستای قادر آباد از توابع خرم‌بید فارس ۶۰ خانه روستای برا ثر سیل تخریب شد دو نفر کُشته شدند.